# Vesly (Eure)
Vesly é uma comuna francesa na região administrativa da Normandia, no departamento de Eure. Estende-se por uma área de 11,96 km². Em 2010 a comuna tinha 693 habitantes (densidade: 57,9 hab./km²).